# Per-Olof Arvidsson
Per-Olof Arvidsson (Augerum, Karlskrona, Blekinge, 1 de desembre de 1864 – Estocolm, 30 d'agost de 1947) va ser un tirador suec que va competir a començaments del segle xx.
El 1908 va prendre part en els Jocs Olímpics de Londres, on va disputar tres proves del programa de tir. Va guanyar una medalla de plata en la prova de rifle lliure 300 metres, 3 posicions per equips, mentre en la de rifle militar per equips fou cinquè i dotzè en la de Rifle lliure, 300 metres tres posicions individual.
Quatre anys més tard, als Jocs Olímpics d'Estocolm va disputar cinc proves del programa de tir i guanyà la medalla d'or en la de tir al cérvol mòbil, tret simple, per equips. En la de tir al cérvol a doble tret fou cinquè i en les altres proves quedà en posicions molt endarrerides.